# Станція Наґоя
Станція Наґоя (яп. 名古屋駅, なごやえき) — залізнична станція, розташована у Накамура-ку (район Накамура), місті Наґоя, префектурі Айті. Це найбільша у світі залізнична станція за площею поверху (446,000 кв.м., 4,800,000 кв.ф.), а також є штаб-квартирою Central Japan Railway Company (JR Central).
Нинішній станційний комплекс був завершений 20 грудня 1999 року.